# Jean Laurent Justin de Lacoste du Vivier
Pour les articles homonymes, voir Lacoste.
Jean Laurent Justin de Lacoste-Duvivier, ou La Coste du Vivier né le 15 avril 1747 à Montélimar (Dauphiné), mort le 2 août 1829 à Montélimar (Drôme), est un général français de la Révolution et de l’Empire.

## Biographie
Jean Laurent Justin de Lacoste-Duvivier naît le 15 avril 1747 à Montélimar. Il est le fils de Jean de La Coste du Vivier et de Françoise-Isabelle-Henriette de Vanderlinden.

### États de service
Il entre en service le 7 juin 1766 dans la 1re compagnie des mousquetaires avec rang de lieutenant de cavalerie, il est commissionné capitaine dans cette arme le 27 juin 1773. Après la suppression de son corps le 31 décembre 1775, il est mis à la suite le 1er janvier 1776.
Le 3 juin 1779 il passe dans le régiment de belzunce-dragons. Il est nommé lieutenant-colonel le 23 novembre 1791 au 4e régiment de dragons, et il sert à l’armée du Centre en 1792. Il se distingue le 19 août 1792, au combat de Fontoy, et il contribue au succès de la bataille de Valmy le 20 septembre 1792, en défendant le défilé de Somme-Bionne au moment où l’arrière-garde de l’armée française le franchissait.
Il est nommé colonel le 21 novembre 1792. Employé à l’armée de la Moselle, il reçoit le 13 octobre 1793 deux coups de baïonnette en combattant dans les bois de Sélestat avec 5 dragons et 80 hommes d’infanterie contre 300 autrichiens, qu’il repousse au-delà des lignes de l’ennemi. Malgré sa conduite, il est suspendu de ses fonctions le 9 juin 1794, comme suspect, par décision du représentant du peuple Hentz.
Réintégré le 2 juillet 1795, il est nommé chef de brigade au 20e régiment de chasseurs à cheval et il est envoyé à l’armée de Rhin-et-Moselle. Il est blessé de neuf coups de sabre le 24 septembre 1795 dans un engagement contre des forces supérieures, et le 8 août 1796 il a un cheval tué sous lui.
Il fait les campagnes suivantes aux armées d’Allemagne, de Mayence et il se trouve à l’armée du Rhin sous le général Lecourbe, lorsque le 29 août 1799 le directoire lui confère le grade de général de brigade.
Il est mis en non activité le 23 septembre 1801, et le 30 septembre 1803, il réclame une affectation au premier consul, qui ordonne au Ministre de la guerre de l’employer. Nommé au commandement et à l’inspection des côtes de Bourgneuf à l’embouchure de la Loire, il est fait chevalier de la Légion d’honneur le 11 décembre 1803, et commandeur de l’ordre le 14 juin 1804.
Le 18 janvier 1805 son inspection est supprimée, et le 30 janvier suivant il est mis en disponibilité. Il est élevé au grade de général de division le 1er février 1805. Il rejoint le 11 septembre 1805 le 2e corps de la Grande Armée et commande la cavalerie du corps employé dans le Frioul. Il se distingue brillamment à la Bataille de Friedland le 14 juin 1807, et le 21 novembre il reçoit l’ordre de continuer les revues d’inspection des corps de cavalerie dans les 1re, 2e, 3e et 4e divisions militaires.
Le 20 mars 1809, il commande la 2e division militaire, et la 4e division le 19 avril 1811, jusqu’à l’occupation de Nancy par les alliés. Il est créé baron de l’Empire le 6 septembre 1811. Il adhère aux événements du mois d’avril 1814, et il est nommé inspecteur général pour l’organisation de la cavalerie dans les places de Metz, Pont-à-Mousson et Toul.
Il est admis à la retraite le 24 décembre 1814. Il meurt le 2 août 1829 à Montélimar et il est enterré au cimetière Saint-Lazare de Montélimar.

### Mariage et descendance
Il épouse Claude Marie Thérèse Liébault à Pont-à-Mousson le 26 janvier 1789. Leur fils Maurice de Lacoste du Vivier (1789-1854) épouse Thérèse Christine Adélaïde Oudinot. Leur fils Hubert Léonidas (1795-1835) est capitaine. Son frère jumeau, Charles Aristide, est pair de France.
Leur fille Catherine Françoise Virginie (1803-1896) épouse à Metz en 1833 le futur député Gustave Larnac (1793-1868).

## Armoiries
- Baron de l’Empire le 30 juin 1811 (décret), le 6 septembre 1811 (lettres patentes).

- De gueules à trois côtes humaines posées en fasce, l'une sur l'autre d'argent ; au comble cousu d'azur plein : franc-quartier des Barons tirés de l'armée brochant au neuvième de l'écu - Livrées : les couleurs de l'écu

## Sources
- (en) « Generals Who Served in the French Army during the Period 1789 - 1814: Eberle to Exelmans »
- Thierry Pouliquen, « Les généraux français et étrangers ayant servis [sic] dans la Grande Armée » (consulté le 18 février 2014)
- « La noblesse d’Empire » (consulté le 18 février 2014)
- « Cote LH/1426/52 », base Léonore, ministère français de la Culture
- A. Lievyns, Jean Maurice Verdot, Pierre Bégat, Fastes de la Légion-d'honneur, biographie de tous les décorés accompagnée de l'histoire législative et réglementaire de l'ordre, tome 3, Bureau de l’administration, janvier 1844, 529 p. (lire en ligne), p. 236.